# Мизантроп (картина)
«Мизантроп» — картина Питера Брейгеля Старшего. Написана в 1568 году темперой по холсту. Хранится в Национальной галерее Каподимонте в Неаполе.

## Описание
Одна из последних картин художника, написана за год до смерти. В ней, как и во многих других своих произведениях, Брейгель размышляет о человеческих пороках и бренности человеческой жизни. На картине изображён молодой злобный карлик, крадущий кошелёк у мрачного старика. Карлик вписан в сферу с крестом — это символическое изображение порочного мира. Старик в низко надвинутом на лицо капюшоне занимает доминирующее положение. Кисти рук сложены в молитвенном жесте, который должен свидетельствовать о благочестивом характере персонажа. Тем не менее благочестие оказывается лицемерным: позади из-под длинного чёрного плаща высовывается туго набитый кошелёк красного цвета в форме сердца. Возможно, здесь Брейгель опирается на сентенцию «Где кошелёк, там и сердце», восходящую к Евангельскому тексту.
Фраза на нидерландском языке, размещённая в нижней части картины, гласит: «Так как мир столь коварен, я ношу траур». Буквы нанесены посторонней рукой и, возможно, в более позднее время, однако считается, что смысл этой надписи совпадает с тем, что хотел показать художник.
Как бы мизантроп ни хотел отрешиться от мира, он не может этого сделать. Коварство мира символизирует не только карлик-воришка, но и три ловушки-чеснока, которые разложены по пути следования мизантропа. Угрюмый мизантроп контрастирует с пастухом на заднем плане, охраняющим овец и преисполненным заботы о своих подопечных. По традиции, идущей ещё от Ветхого Завета, в образе пастуха аллегорически изображался Христос.
Круглая форма картины нетипична для Брейгеля. Если судить по дошедшим до нас работам, он использовал её всего дважды. В 1558 году во время подготовительных работ к картине «Фламандские пословицы» и в этой работе десятью годами спустя. Здесь он возвращается также к оставленной технике — пишет не маслом по дереву, а темперой по холсту.

## Фрагменты картины

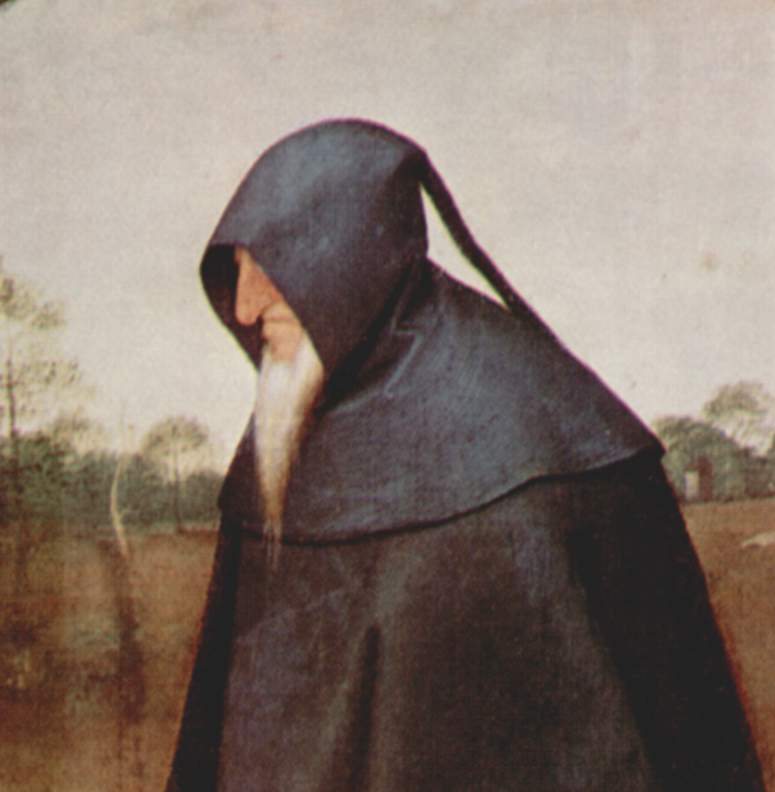
Лицо